# Ernst Baumeister
Ernst Robert Baumeister (* 22. Jänner 1957 in Wien) ist ein ehemaliger österreichischer Fußballspieler und aktiver -trainer.

## Karriere

### Als Spieler
Seine Karriere begann der gelernte Stahlschlosser als Mittelfeldspieler beim SV Wienerfeld, von wo aus er 1974 für eine Ablöse von 50.000 Schilling zur Wiener Austria transferiert wurde. Nach 424 Pflichtspielen, in denen er 60 Tore erzielen konnte, wechselte er 1987 zum FC Admira/Wacker, mit dem er 1989 überraschend Vizemeister wurde. Danach ging er zum Kremser SC, wo er verletzungsbedingt nur 8 Spiele machen konnte, bevor er von 1990 bis 1992 beim LASK spielte. Beim SV Traun ließ er von 1993 bis 1996 seine aktive Laufbahn ausklingen.
Als österreichischer Nationalspieler nahm Baumeister an den Weltmeisterschafts-Endrunden 1978 in Argentinien (ohne Einsatz) und 1982 in Spanien teil. Insgesamt hat er 39 Länderspiele bestritten.

### Als Trainer
Seine Trainerlaufbahn begann er 1993 als Spielertrainer beim SV Traun. Von 1996 bis 1998 trainierte er am BNZ Linz. Danach kehrte er zur Wiener Austria zurück und trainierte die Amateurmannschaft, bis er im Jahr 2000 nach der Entlassung von Cheftrainer Herbert Prohaska Interimstrainer der Kampfmannschaft wurde. Danach blieb er Assistenztrainer unter Heinz Hochhauser, Arie Haan, dem Duo Walter Hörmann/Anton Pfeffer und Didi Constantini.
2002 übernahm er als Interimscoach den ASKÖ Pasching, anschließend ging er zum FC Gratkorn. 2003 übernahm er das Amt des U19 Nationaltrainers, bevor er 2004 Trainer beim SC Untersiebenbrunn wurde. Ab Juni 2005 war er Trainer beim Bundesligisten VfB Admira Wacker Mödling, zunächst mit Dominik Thalhammer, dann mit Hubert Baumgartner und von März 2007 bis zum Frühjahr 2008 alleinverantwortlich, nachdem er vom 19. bis 21. Jänner 2007 am ÖFB-Trainerseminar in Maria Enzersdorf (Theorieeinheiten) und Wiener Neudorf (praktische Übungen) teilgenommen hatte.
Vom 3. Jänner 2009 bis zum 19. Juni 2013 betreute Ernst Baumeister die Kampfmannschaft der Union Mauer in 1230 Wien. Ab Frühjahr 2014 war er Trainer der Kampfmannschaft beim ASV Draßburg in der Burgenlandliga.
Zur Saison 2015/16 wurde Baumeister erneut als Cheftrainer bei der Admira verpflichtet. Diesmal betreute er die Mannschaft zusammen mit Oliver Lederer. Nachdem die Admira vor der Saison als größter Abstiegskandidat gehandelt worden war, verlief der Start in die Saison überraschend erfolgreich, am 12. September 2015 übernahm die Mannschaft zum ersten Mal seit November 2011 die Tabellenführung in der Bundesliga.
Zur Saison 2016/17 überließ er Lederer den Posten als Cheftrainer und wurde Sportlicher Leiter der Admira. Im Oktober 2016 übernahm er interimistisch die Amateurmannschaft.
Nach dem Wechsel von Damir Burić nach Deutschland wurde Baumeister im September 2017 erneut Cheftrainer der Profis. Im Oktober 2018 wurde er freigestellt. Die Admira befand sich zu jenem Zeitpunkt auf dem letzten Tabellenplatz. Im Dezember 2019 wurde er als Sportdirektor des SV Stripfing verpflichtet. Im Juni 2020 wurde er nach einer Vertragsauflösung erneut Sportdirektor bei der Admira. Am 10. August 2020 gab Admira-CEO Thomas Drabek in einer Aussendung die Trennung von Baumeister  bekannt. Als Nachfolger wurde am darauffolgenden Tag Franz Wohlfahrt vorgestellt.

## Erfolge
- 8 × Österreichischer Meister mit Austria Wien: 1976, 1978, 1979, 1980, 1981, 1984, 1985, 1986
- 4 × Österreichischer Cupsieger mit Austria Wien: 1977, 1980, 1982, 1986
- Finalteilnehmer im Europacup der Cupsieger 1978 in Paris gegen den RSC Anderlecht
- Anlässlich „100 Jahre Austria Wien“ (2011) in die „Austria-Jahrhundert-Elf“ (Mittelfeld) gewählt.